# NBA All-Star Game 1980
Le NBA All-Star Game 1980 s’est déroulé le 3 février 1980 dans le Capital Centre de Landover dans le Maryland.

## Effectif All-Star de l’Est
- Moses Malone (Rockets de Houston)
- Julius Erving (76ers de Philadelphie)
- Larry Bird (Celtics de Boston)
- Eddie Johnson (Hawks d’Atlanta)
- Nate Archibald (Celtics de Boston)
- Elvin Hayes (Washington Bullets)
- George Gervin (Spurs de San Antonio)
- Dan Roundfield (Hawks d’Atlanta)
- Micheal Ray Richardson (Knicks de New York)
- Bill Cartwright (Knicks de New York)
- John Drew (Hawks d’Atlanta)

## Effectif All-Star de l’Ouest
- Kareem Abdul-Jabbar (Lakers de Los Angeles)
- Dennis Johnson (SuperSonics de Seattle)
- Magic Johnson (Lakers de Los Angeles)
- Adrian Dantley (Jazz de l’Utah)
- Walter Davis  (Suns de Phoenix)
- Paul Westphal (Suns de Phoenix)
- Marques Johnson (Bucks de Milwaukee)
- Lloyd Free (San Diego Clippers)
- Otis Birdsong (Kansas City Kings)
- Kermit Washington (Trail Blazers de Portland)
- Jack Sikma (SuperSonics de Seattle)